# Stegomyia rhungkiangensis
Stegomyia rhungkiangensis is een muggensoort uit de familie van de steekmuggen (Culicidae). De wetenschappelijke naam van de soort is voor het eerst geldig gepubliceerd in 1974 door Chang & Chang.